# أنابيل أردن
أنابيل أردن (بالإنجليزية: Annabel Arden)‏ هي مخرجة بريطانية، ولدت في 11 نوفمبر 1959 في لندن في المملكة المتحدة.